# Anatoli Starostin
Anatoli Starostin (Duxambé, 18 de janeiro de 1960) é um ex-pentatleta soviético, bicampeão olímpico.

## Carreira
Anatoli Starostin representou seu país nos Jogos Olímpicos de 1980 e 1992, na qual conquistou a medalha de ouro, por equipes, e individual em 1980.